# Nuova Inghilterra
La Nuova Inghilterra (in inglese New England) è una regione degli Stati Uniti d'America situata nella parte nord-orientale del Paese e insieme al Medio Atlantico forma la regione censuaria del nord-est.
La città più popolosa della Nuova Inghilterra è Boston, che è anche il suo maggior centro culturale, economico e politico. La regione si affaccia sull'Oceano Atlantico, ed è formata da sei Stati (da nord a sud):
- Maine
- New Hampshire
- Vermont
- Massachusetts
- Rhode Island
- Connecticut

La Nuova Inghilterra fu la prima regione degli Stati Uniti a definire una propria identità. Originariamente abitata da popolazioni native, all'inizio del XVII secolo iniziò a ricevere i Padri Pellegrini, soprattutto appartenenti a minoranze religiose inglesi, che fuggivano dalle persecuzioni religiose in Europa. 
Nel XVIII secolo quelle del New England furono le prime colonie britanniche nel Nord America a elaborare progetti per l'indipendenza dalla Corona inglese, anche se la regione si opporrà alla guerra del 1812 contro il Regno Unito. Nel corso del XIX secolo il New England giocò un ruolo basilare nell'abolizione della schiavitù negli Stati Uniti, fu la culla della letteratura e della filosofia statunitensi e il primo luogo nel Nord America in cui si manifestarono gli effetti della rivoluzione industriale.
Per riferirsi a un abitante della Nuova Inghilterra in inglese si usano i termini New Englander e Yankee.

## Geografia

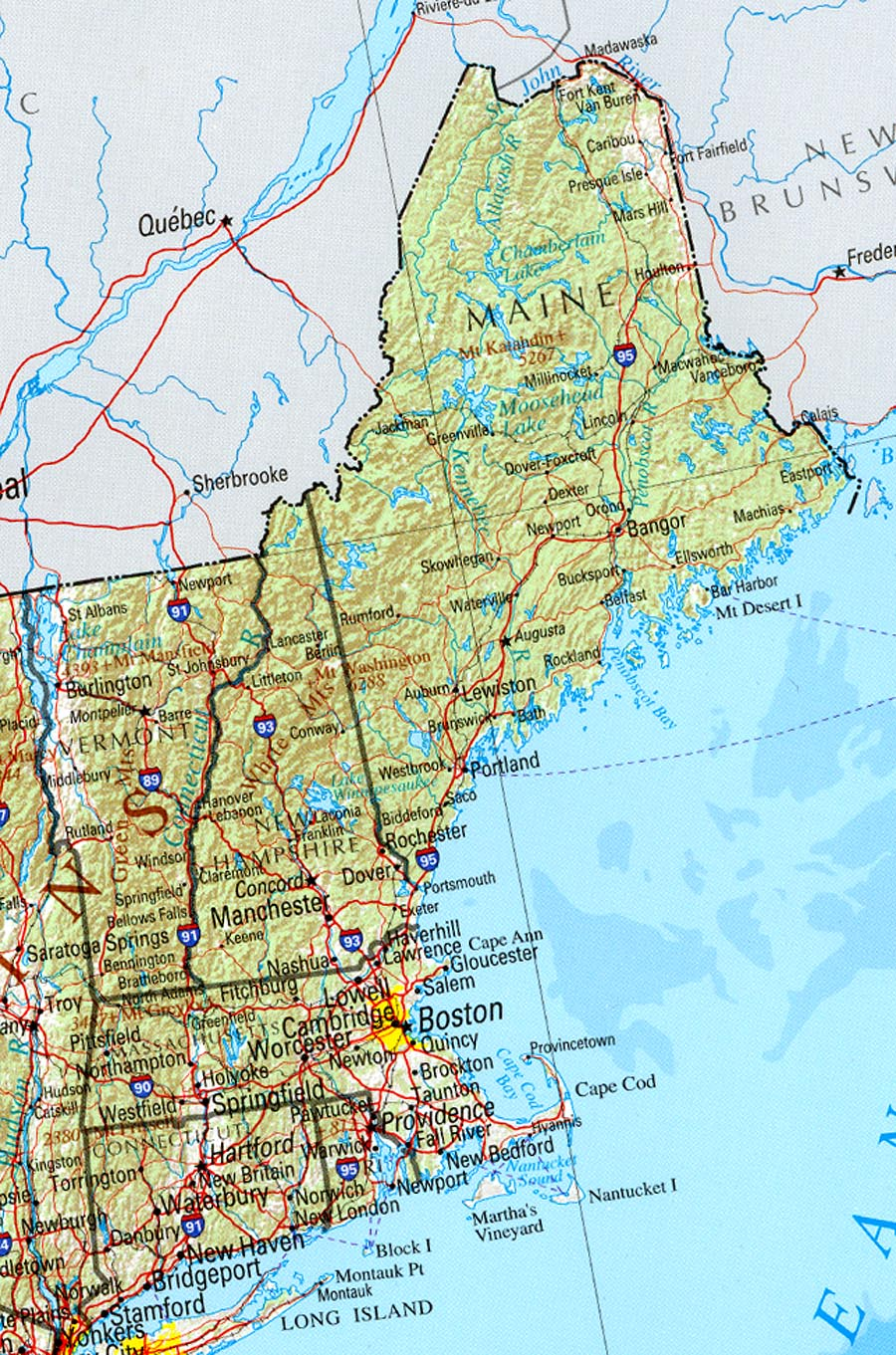
Mappa della Nuova Inghilterra

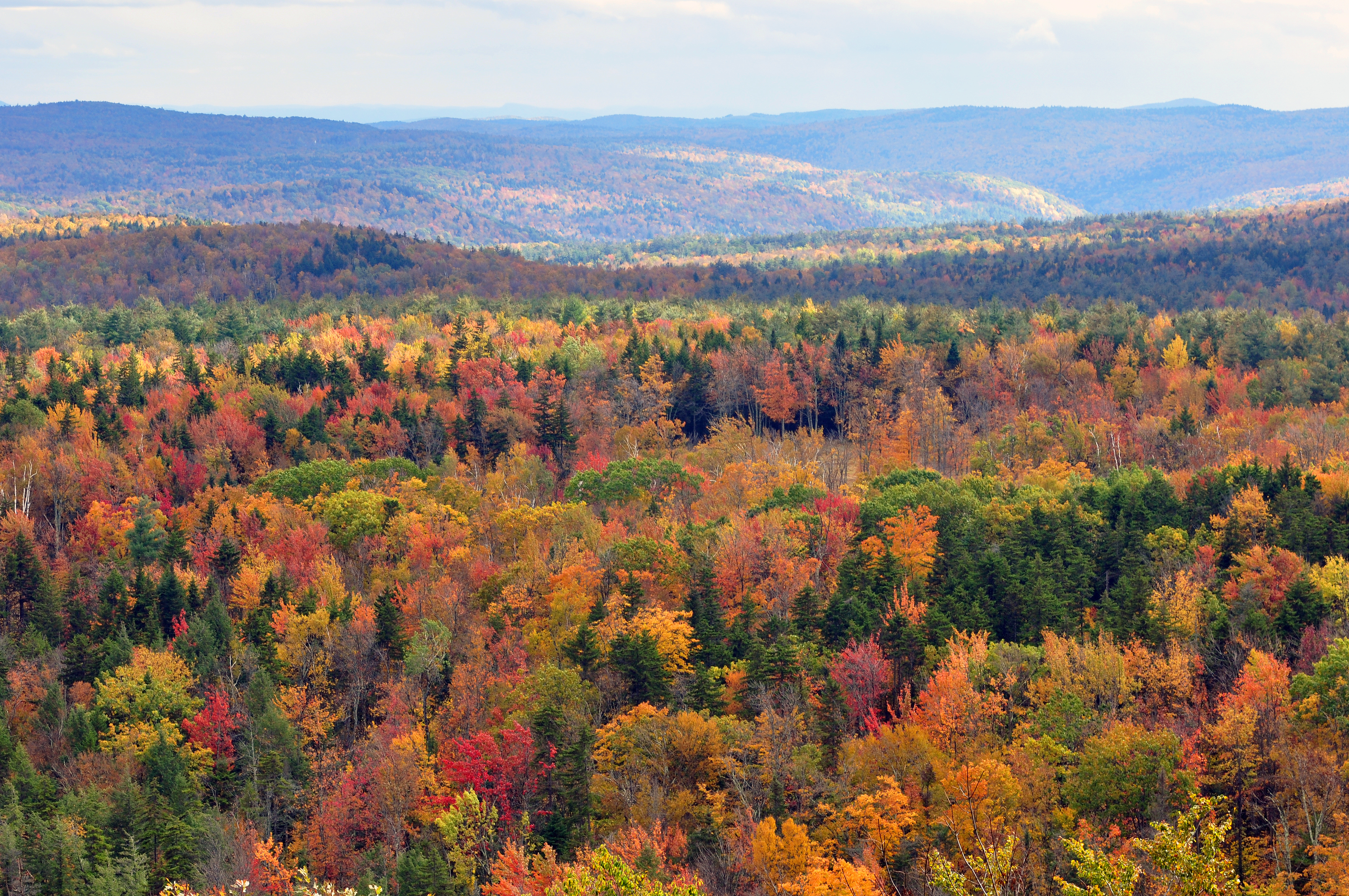
Tipico paesaggio autunnale in Vermont

La morfologia della Nuova Inghilterra è il risultato del ritiro dei ghiacciai, che lasciarono dietro di sé colline ondulate, montagne ed una costa frastagliata. La linea costiera della regione dal Connecticut sudoccidentale al Maine, è punteggiata da laghi, colline, paludi e spiagge sabbiose, soprattutto a Cape Cod. Più lontano dalla costa il terreno raggiunge elevazioni maggiori, fino alle catene montuose che fanno parte del sistema appalachiano e interessano il Connecticut, il Massachusetts, il Vermont, il New Hampshire e il Maine. Il Monte Washington, nelle White Mountains del New Hampshire, raggiunge i 1 917 metri ed è la cima più alta degli Stati Uniti nord orientali.
Le Green Mountains del Vermont, che nel Massachusetts occidentale prendono il nome di Berkshire Hills, raggiungono altitudini inferiori alle White Mountains. Alcune vallate della regione sono quella del fiume Connecticut e la Merrimack Valley.
Il fiume più lungo è il Connecticut, che scorre per 655 km dal New Hampshire nordoccidentale fino al Long Island Sound. Il lago più esteso della Nuova Inghilterra è il Champlain, tra Vermont e lo stato di New York, seguito dal Moosehead (Maine), dal Winnipesaukee (New Hampshire), dal Quabbin Reservoir (Massachusetts) e dal Candlewood (Connecticut).

### Clima
Il clima della Nuova Inghilterra è influenzato dall'enorme massa terrestre del Nordamerica che si estende a ovest e dall'Oceano Atlantico che lo bagna ad est. Questi due fattori rendono il suo clima continentale per i valori termici estremi registrati e i rigori dei mesi invernali e oceanico per le precipitazioni abbondanti in tutte le stagioni dell'anno, la frequente ventilazione e le tempeste marittime, spesso molto violente, che interessano questa area degli Stati Uniti.
In effetti secondo la classificazione dei climi di Köppen gli Stati della Nuova Inghilterra sono inclusi nelle fasce climatiche Dfa e Dfb. Solo lungo alcune zone costiere del Sud il clima fa parte delle zone Cfa e Cfb. La lettera D indica i climi freddi delle medie latitudini dove il mese più freddo dell'anno ha medie termiche inferiori ai −3 °C mentre la lettera C è riferito a quelle zone (in questo caso alcune coste meridionali della Nuova Inghilterra) in cui le temperature medie del mese più rigido restano sopra i −3 °C. Comunque tutto la Nuova Inghilterra (sia le aree incluse nella fascia C che, ovviamente, quelle delle fascia D) ha sempre medie delle minime dei mesi invernali inferiori allo zero. La lettera f indica che in queste zone non esiste un periodo secco e le precipitazioni sono distribuite tutto l'anno. La lettera a è indice di estate molto calda e quindi con temperature medie del mese più caldo sopra i 22 °C (alcune zone costiere più a sud), mentre la lettera b appartiene alla fascia climatica con estate calda e quindi con valori termici del mese più caldo sotto i 22 °C. (gran parte della Nuova Inghilterra).
Il clima della Nuova Inghilterra è noto per la sua imprevedibilità e varia molto a seconda delle varie zone. Il Maine, il New Hampshire e il Vermont, a nord, sono maggiormente interessati dalla corrente fredda del Labrador e di conseguenza hanno estati brevi e fresche e inverni lunghi e freddi. Connecticut, Massachusetts e Rhode Island, più a sud, hanno estati più calde e inverni meno gelidi (ma sempre molto freddi) delle zone più settentrionali.
Del resto nei mesi più freddi tutta questa regione, da nord a sud, viene spesso spazzata da violente e intense ondate di gelo con nevicate copiose e in qualche caso da veri blizzard che possono paralizzare le comunicazioni e tutte le attività economiche. Pericolosissime anche le tempeste di ghiaccio e le piogge congelantesi che possono diventare una vera e propria calamità naturale. In genere c'è un'alternanza di piogge e di nevicate, queste ultime sempre più frequenti man mano che ci si sposta da sud verso nord e dalle zone costiere verso quelle più interne. Numerose, anche lungo le coste, sono le giornate di ghiaccio, cioè con valori massimi che restano sotto lo zero. I valori minimi più bassi mai registrati sono, considerando la latitudine, incredibilmente bassi sprofondando ben oltre i −20 °C anche sulle zone costiere meridionali e intorno ai −40 °C su quelle settentrionali.
La primavera è generalmente umida e ventosa. Resta fredda e nevosa nella prima parte e a marzo non sono rari i ritorni d'inverno in grande stile con bufere di neve che spazzano città come Boston. La seconda parte della stagione registra un aumento consistente delle temperature e i primi caldi che anticipano la stagione estiva. Tra la fine della primavera e l'estate sono frequenti (soprattutto nelle zone più settentrionali) le fitte nebbie marittime conseguenza della differenza di temperatura tra le fredde acque oceaniche e l'aria più calda.
L'estate è calda, anche molto calda lungo le zone costiere meridionali dove le medie delle massime del mese più caldo possono attestarsi anche sui 28 °C mentre sono più fresche di circa 2-3 °C lungo le coste più settentrionali come quelle del Maine. A volte, soprattutto nelle zone più sud, si fa sentire l'afa e quando soffiano i bollenti venti da sud-ovest le temperature possono schizzare oltre i 35 °C (gli estremi massimi superano i 40 °C). Anche in estate sono frequenti le precipitazioni e anzi questa è la stagione in cui sono numerosi i brevi ma violenti temporali, spesso accompagnati grandine, o improvvisi nubifragi. I temporali sono più frequenti nelle zone meridionali mentre quelle più settentrionali, come il Maine e il Vermont, sono interessate soprattutto da vere e proprie perturbazioni a carattere (per i canoni mediterranei) autunnale.
Nella prima parte della stagione autunnale si alternano gli ultimi calori simil-estivi (il famoso "Indian summer" che porta giornate calde e serene) e le prime vere e proprie perturbazioni organizzate con piogge battenti e durature fin sulle zone più meridionali. La seconda parte è quella in cui iniziano a registrarsi le prime irruzioni gelide con neve fin sulle coste.
Durante l'autunno, grazie alle prime gelate, le foglie degli alberi assumono forti colori pastello, dal rosso vivo particolarmente brillante al marrone. Il fenomeno, noto come fogliame autunnale, avviene prima che in altre parti degli Stati Uniti ed è diventato un importante richiamo turistico. Riguardo alle precipitazioni, la pioggia cade, in media, tra i 1 100 e i 1400 mm all'anno, anche se alcune zone settentrionali più interne e in ombra pluviometrica (per esempio alcune zone del Vermont e del Maine) sono meno piovose con medie annuali tra i 900 e i 1000 mm.
La neve spesso nelle zone montane può superare i 200 cm annui di accumulo e di conseguenza, le montagne del Vermont e del New Hampshire ecc. sono diventate popolari destinazioni per il turismo invernale e hanno visto sorgere numerose stazioni sciistiche. Ma la neve cade di frequente (anche se meno copiosa) nelle zone costiere tant' è che su una grande città meridionale e costiera come Boston cadono mediamente ogni anno, nonostante l'isola di calore, 106 cm di neve che diventano 176 sulla città di Portland (costa del Maine).
Le nebbie sono un fenomeno frequente su tutta la regione, nei mesi più caldi sono numerosi i giorni di nebbia costiera.

## Storia
I territori ora denominati Nuova Inghilterra furono per lungo tempo abitati da popolazioni native di lingua algonchina, tra cui gli Abenachi, i Penobscot, i Wampanoag. Nel corso dei secoli XV e XVI, esploratori europei come Giovanni da Verrazzano, Jacques Cartier e Giovanni Caboto (anglicizzato in John Cabot) disegnarono le prime mappe della costa. Costoro chiamarono la regione Norumbega. Il 10 aprile 1606 il re d'Inghilterra Giacomo I riconobbe le Virginia Companies di Londra e Plymouth. La seconda ebbe in concessione terre che ora sono nella parte settentrionale del Maine. La Compagnia olandese dei Nuovi Paesi Bassi cominciò a gettare le basi dell'omonima colonia nel 1615, fondando punti di scambio sul fiume Hudson, vicino all'odierna Albany.
La regione fu chiamata "New England" dal capitano John Smith, che esplorò le sue coste nel 1614. Il nome venne ufficializzato il 3 novembre 1620, quando l'autorizzazione per la Virginia Company of Plymouth fu sostituita da un altro royal charter, a favore del Plymouth Council for New England, una società per azioni fondata per colonizzare e governare la regione. Il 3 marzo 1636 una nuova regia patente eresse la Colonia del Connecticut, che da allora ebbe un governo proprio. Il Vermont non era ancora stato colonizzato, mentre i territori del New Hampshire e del Maine erano governati dal Massachusetts. La colonia più antica, quella di Plymouth, sarebbe infine stata assorbita dal Massachusetts e quella di New Haven dal Connecticut.
Nel 1643 le colonie di Massachusetts Bay, Plymouth, New Haven e Connecticut si unirono, formando la Confederazione della Nuova Inghilterra (nome ufficiale The United Colonies of New England). La confederazione aveva come scopo principale quello di coordinare la comune difesa nel caso di guerra contro le popolazioni native, gli olandesi della Nuovi Paesi Bassi ad ovest, gli spagnoli della Nuova Spagna a sud e i francesi della Nuova Francia a nord, oltre ad assistere i confederati nella cattura degli schiavi fuggiti. Nel 1686 re Giacomo II, preoccupato per la sempre maggiore indipendenza che le colonie riuscivano ad assicurarsi, decise di istituire il Dominion of New England, un'entità amministrativa che comprendeva tutte le colonie della Nuova Inghilterra. Due anni dopo si aggiunsero le province di New York (New Amsterdam) e del New Jersey, conquistate agli olandesi. L'unione, imposta dall'alto, fu molto impopolare tra i coloni.

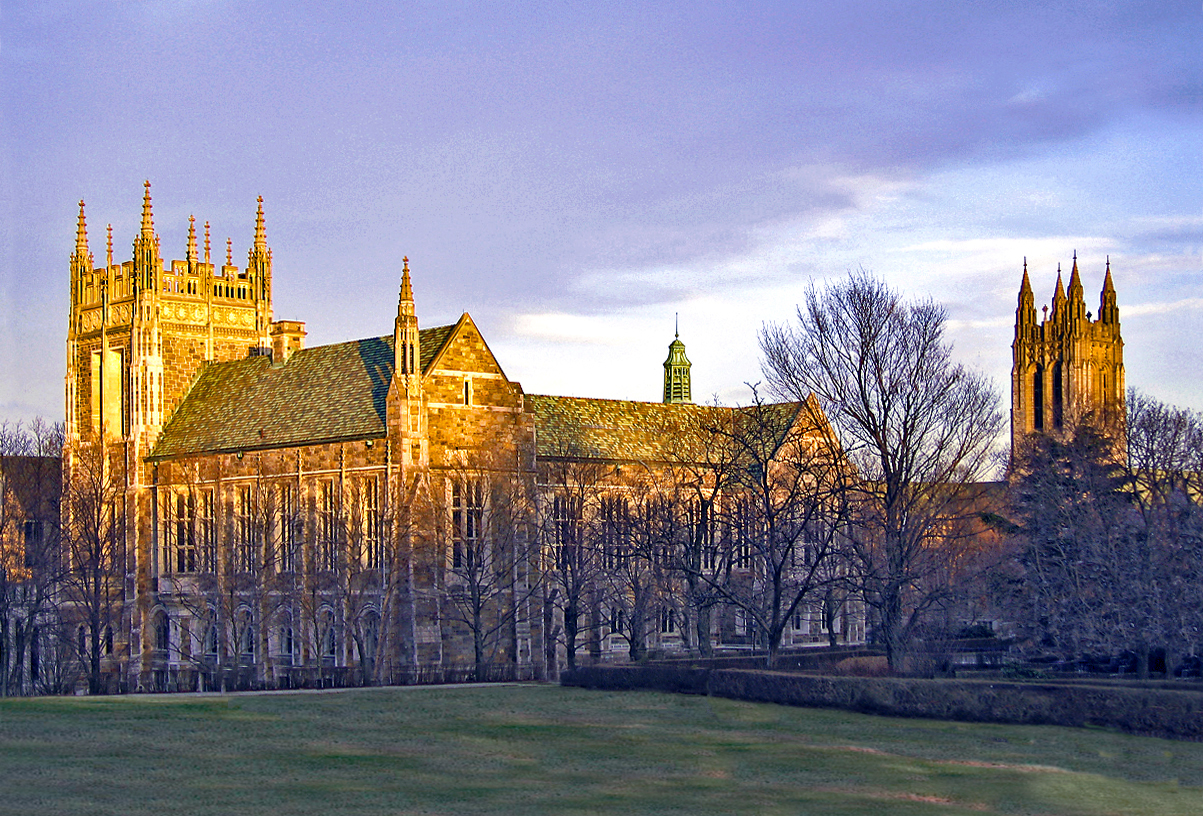
La continua influenza del Vecchio Mondo sulla Nuova Inghilterra è evidente nell'architettura del Boston College, originariamente soprannominato "Oxford in America"

Dopo la gloriosa rivoluzione del 1689, il Dominion cessò di esistere e i charters delle colonie vennero modificati in maniera significativa, con la nomina di un governatore reale praticamente in ognuna di esse. Venne così in essere una certa tensione tra i governatori di nomina regia e gli organi di autogoverno eletti dai coloni. In sintesi, i governatori cercavano di espandere i loro poteri, anche in maniera arbitraria, mentre i vari organi locali cercavano di resistere come meglio potevano. In molti casi, i governi delle città continuarono ad operare come avevano sempre fatto prima che apparisse la figura del governatore regio, tentando di ignorarne, per quanto possibile, i poteri. Questa tensione infine portò alla Rivoluzione americana. Le colonie nel 1776 si dichiararono stati indipendenti, parte di un'unione più grande, ma non ancora federalista, gli Stati Uniti d'America.
Già nei primi anni della storia statunitense, la Nuova Inghilterra venne considerata una regione distinta dal resto del paese. Durante la guerra del 1812 vi fu un piccolo movimento favorevole alla secessione dagli Stati Uniti, in quanto i mercanti della Nuova Inghilterra si opponevano alla guerra contro il loro maggiore partner commerciale, la Gran Bretagna.
A parte la provincia canadese della Nuova Scozia, la Nuova Inghilterra è l'unica regione del Nordamerica ad aver preso il nome di un regno delle isole britanniche. La Nuova Inghilterra ha largamente preservato il suo carattere regionale, soprattutto nei suoi luoghi storici. Il suo nome è un ricordo del passato, dal momento che la gran parte degli americani di origine inglese è migrata più a ovest.

### Simboli
Brother Jonathan è in genere considerato la personificazione della Nuova Inghilterra. Il personaggio risale all'epoca coloniale, ed era associato originariamente ai roundheads, ovvero i puritani che sostenevano il parlamento durante la guerra civile inglese. Fu associato al New England in quanto gli abitanti di questa regione erano in maggioranza puritani e sostenitori del parlamento.
Un altro simbolo della Nuova Inghilterra è il pino strobo, che compare sulla bandiera non ufficiale della regione. Esso rappresenta l'antica importanza di quell'albero nelle costruzioni navali e nella cultura marittima del New England. Esiste anche una variante della bandiera che include la croce di San Giorgio, simbolo dell'Inghilterra.

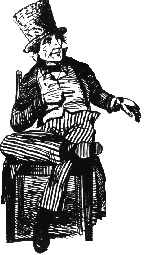
Brother Jonathan
Bandiera con il pino
Bandiera con la croce di San Giorgio

## Popolazione

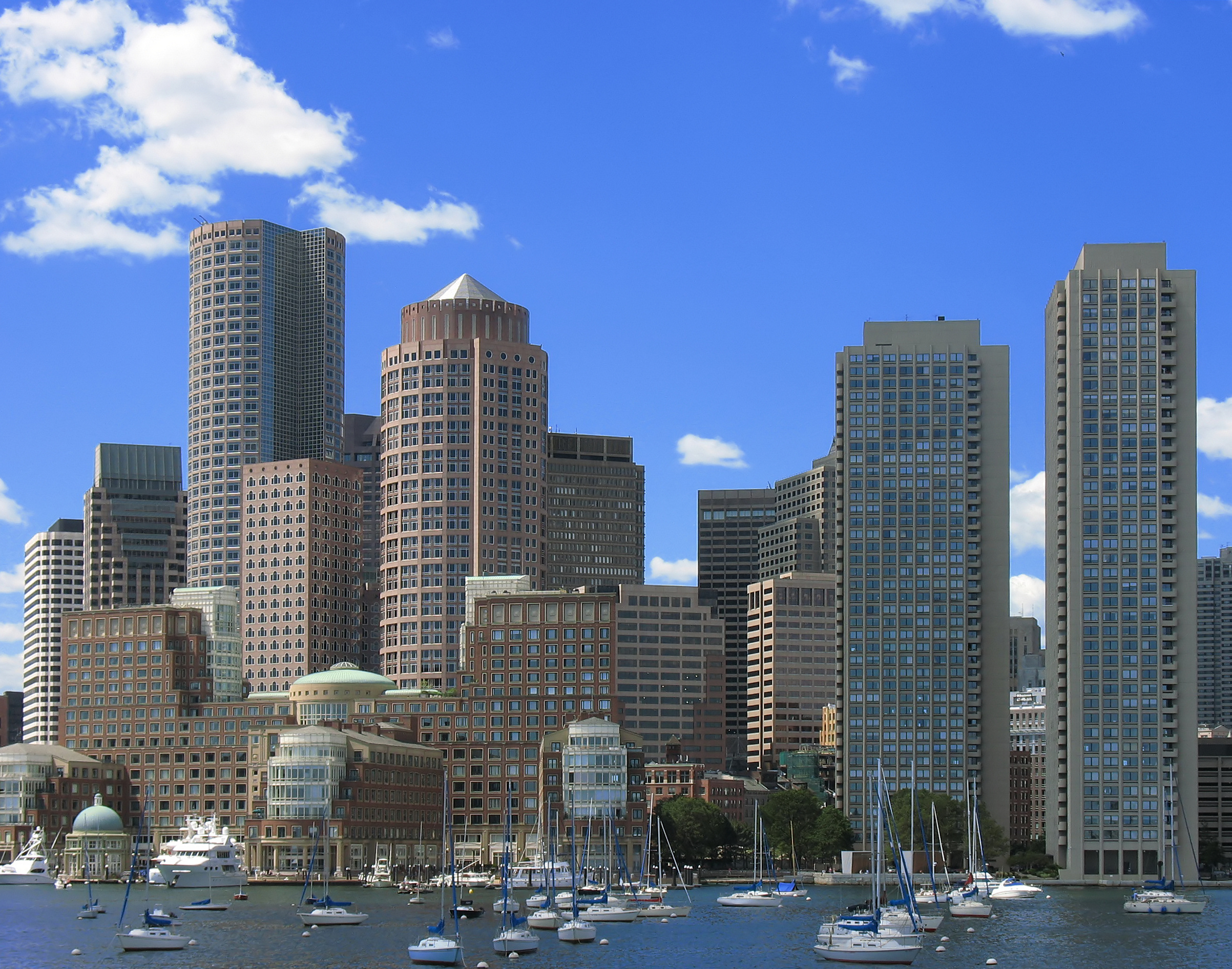
Boston, nel Massachusetts, è considerata la capitale culturale e storica della Nuova Inghilterra, anche se, al giorno d'oggi, New York esercita una forte influenza sulla parte sudoccidentale della regione

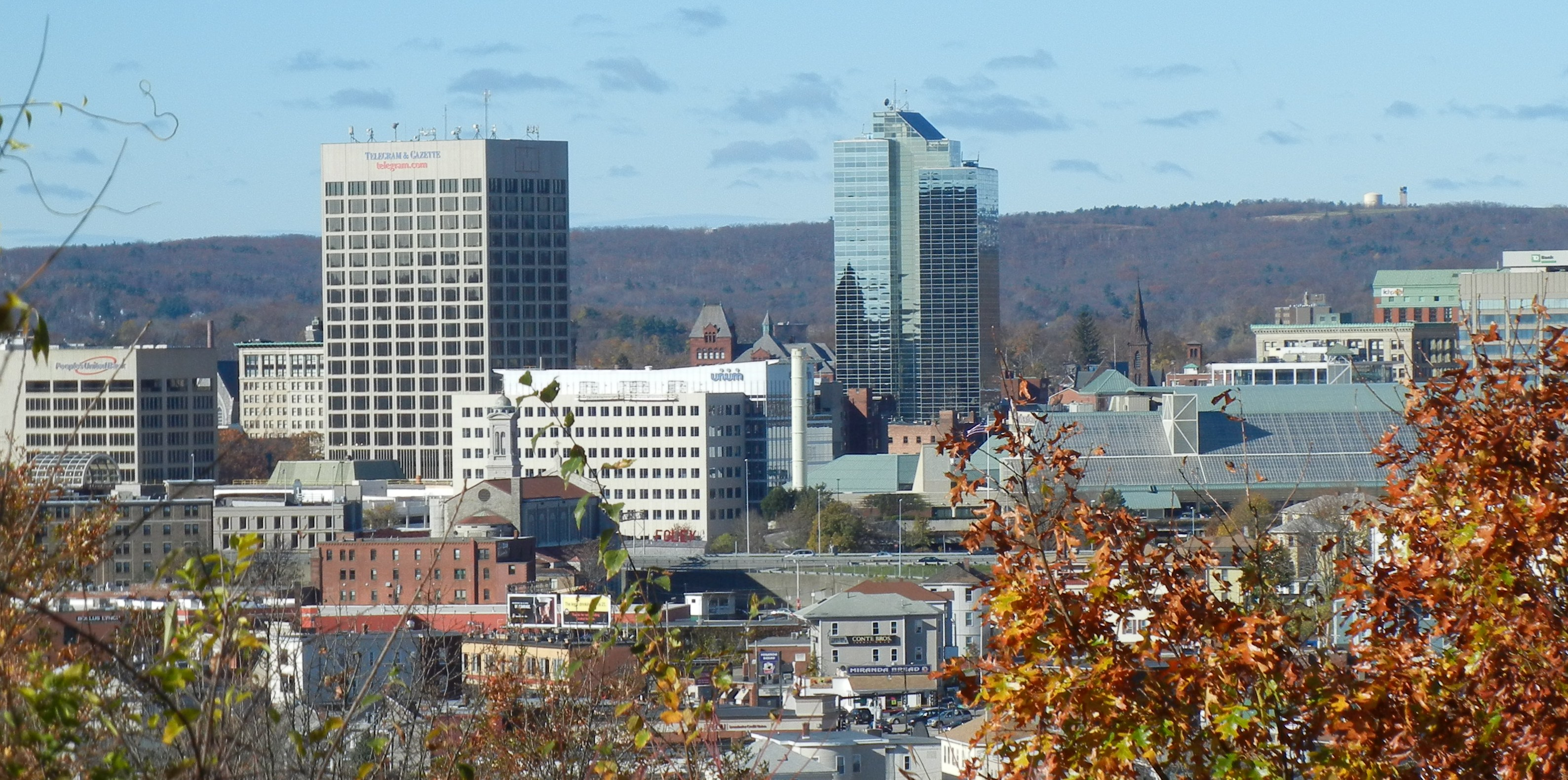
Worcester è la seconda città della regione ed è l'area metropolitana maggiore nella meno urbanizzata fascia che si estende dall'interno del Massachusetts alla parte nord occidentale della Nuova Inghilterra

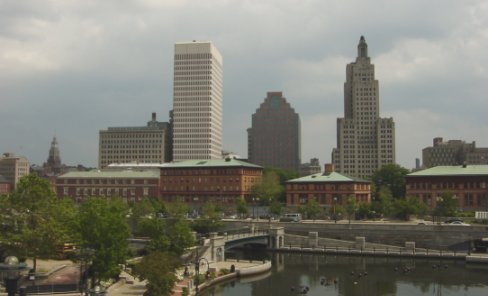
Providence, capitale del Rhode Island, è la terza città della Nuova Inghilterra

Nel 1910 la popolazione della Nuova Inghilterra contava 6 552 681 persone. Nel 2000 gli abitanti erano 13 922 517. Se la Nuova Inghilterra fosse uno Stato, sarebbe al quinto posto negli Stati Uniti per popolazione dietro alla Florida.

### Densità demografica

#### Nuova Inghilterra meridionale
La parte maggiore della popolazione si concentra nella parte meridionale della Nuova Inghilterra, che comprende Massachusetts, Rhode Island e Connecticut. Lo Stato più popolato è il Massachusetts, in cui la densità maggiore si riscontra attorno a Boston, capitale politica e culturale dello Stato. La parte occidentale dello Stato (Western Massachusetts) è meno popolata di quella orientale, sulla costa. La diversità tra queste due anime del Massachusetts è emblematica della ripartizione culturale tra New Englanders che vivono in aree metropolitane e quelli "rurali", che abitano zone meno urbanizzate, come il Western Massachusetts, il Vermont, il New Hampshire e il Maine.
Queste caratteristiche hanno un'origine storica: i primi coloni si insediarono soprattutto sulla zona costiera della Massachusetts Bay. L'unico Stato senza accesso all'Oceano Atlantico, il Vermont, è anche quello meno popolato. Dopo circa 400 anni la regione mantiene ancora, per la maggior parte, le caratteristiche originarie del suo popolamento.
Il Connecticut presenta una "divisione culturale" diversa. La parte sud occidentale dello Stato (che si trova a sud ovest di una linea immaginaria tracciata da Danbury a New Haven ed è abitata da circa metà della popolazione statale) è, in pratica, inclusa nell'area metropolitana di New York. Questa zona ha avuto un grosso sviluppo a partire dal 1970, quando molte società con sede a Manhattan iniziarono a trasferirsi nella vicina Fairfield County per motivi fiscali, seguite dai loro dipendenti. Di conseguenza, questa parte dello Stato è molto più simile a New York che al resto della Nuova Inghilterra. Il resto del Connecticut (abitato dalla rimanente metà della popolazione) è assimilabile culturalmente ai vicini Massachusetts e Rhode Island. La parte occidentale dello Stato, la costa, oltreché i suburbi di Hartford e New Haven sono zone decisamente benestanti e fanno sì che il Connecticut goda del reddito pro capite più elevato di tutti gli Stati Uniti.
Un esempio di questa dicotomia culturale può essere quello del tifo sportivo. I residenti nella parte occidentale del Connecticut si dividono tra il sostegno alle squadre di Boston e quelle di New York e le reti televisive di Hartford e New Haven danno una copertura informativa pressoché uguale alle squadre di Boston e New York. Gli altri abitanti della Nuova Inghilterra, al contrario, tendono ad essere fedeli solo ai colori sportivi di Boston.

#### Nuova Inghilterra costiera
La costa della Nuova Inghilterra, come già detto, è più urbanizzata rispetto alla parte occidentale della regione. Sulla linea costiera si trovano grossi centri urbani, come Portland, Portsmouth, Boston, New Bedford, Fall River, Providence, New Haven e Bridgeport, oltre che città minori, come Newburyport, Gloucester, Biddeford, Bath e New London. I piccoli centri di pescatori, come Gloucester, attraggono molti turisti, grazie al fatto che hanno mantenuto le loro caratteristiche storiche.
Altra destinazione turistica è capo Cod, una penisola a sud est di Boston (Massachusetts) che si protende nell'Oceano Atlantico. La pittoresca costa del Maine è nota, oltre che per le caratteristiche geografiche, per le aragoste. Il New Hampshire, che ha il tratto di costa più breve di tutti gli Stati della Nuova Inghilterra che hanno uno sbocco sull'Oceano, ospita un'importante stazione turistica, Hampton Beach.

#### Città della Nuova Inghilterra
Tra i quattro stati dell'Unione più densamente popolati (nell'ordine: New Jersey, Rhode Island, Massachusetts e Connecticut) tre sono nella Nuova Inghilterra. La parte meridionale della regione viene del resto inclusa nella cosiddetta BosWash, una megalopoli che si estende da Boston a Washington.
La Boston metropolitan area, che comprende parti del New Hampshire meridionale, ha una popolazione di circa 5 800 000 abitanti. Le città maggiori della Nuova Inghilterra sono elencate sotto, con il numero di abitanti:
- Boston (Massachusetts): 617 594
- Worcester (Massachusetts): 182 421
- Providence (Rhode Island): 178 042
- Springfield (Massachusetts): 153 060
- Bridgeport (Connecticut): 144 229
- New Haven (Connecticut): 129 779
- Hartford (Connecticut): 124 558
- Stamford (Connecticut): 122 643
- Waterbury (Connecticut): 110 366
- Manchester (New Hampshire): 109 565
- Lowell (Massachusetts): 106 519

## Economia
Diversi fattori contribuiscono all'eccezionalità dell'economia regionale. La Nuova Inghilterra è piuttosto isolata dal resto del paese ed è relativamente poco estesa. Il clima e le risorse naturali la distinguono dagli altri stati, la sua popolazione, concentrata lungo le coste e nella parte meridionale ha un'identità abbastanza forte ed è altamente scolarizzata.
Molto sviluppato è il settore secondario e infatti lo sviluppo industriale del Paese ebbe origine proprio dagli stati nordorientali. In particolare, l'industria tessile americana nacque lungo il fiume Blackstone con lo Slater Mill a Pawtucket (Rhode Island). Altri impianti, alimentati dall'energia fornita dai mulini ad acqua, sorsero a Woonsocket (Rhode Island) e Lawrence (Massachusetts), ma l'industria tessile ha abbandonato da tempo la regione a causa degli alti costi di produzione che caratterizzano la Nuova Inghilterra. Le esportazioni consistono principalmente in prodotti industriali di gamma elevata. Circa la metà di esse è composta da computer e prodotti elettronici, oppure macchinario industriale. Se a questo si aggiunge la chimica e i mezzi di trasporto, si arriva a 3/4 delle esportazioni regionali. Importante è anche l'industria della difesa, soprattutto a Springfield (Massachusetts). Il settore cantieristico è particolarmente attivo a Groton (Connecticut) e Bath (Maine). Il Vermont è conosciuto per l'attività estrattiva del granito.
Il settore primario si basa sull'allevamento, soprattutto di pollame e animali da cortile e sulle coltivazioni ortofrutticole nella zona degli Appalachi. Si esportano quindi anche generi alimentari, dal pesce allo sciroppo d'acero. In questo settore, il Vermont è noto per il formaggio Cabot e i gelati della Ben and Jerry's. In generale, a causa del suolo roccioso e del clima rigido, la Nuova Inghilterra non è una forte regione agricola. Alcuni Stati, comunque, hanno raggiunto buone posizioni a livello nazionale per alcune specialità agricole. Il Maine è il nono Stato per l'acquacoltura e nella zona nordorientale ha estese coltivazioni di patate; il Vermont è il quindicesimo Stato per prodotti caseari; il Connecticut e il Massachusetts sono rispettivamente il settimo e l'undicesimo Stato per la produzione di tabacco.
Il settore dei servizi ha i suoi punti di forza nell'educazione, nel turismo, nei servizi finanziari e assicurativi, oltre che nella progettazione di edifici.

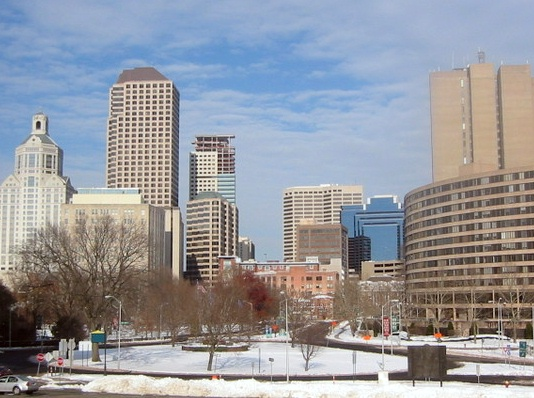
Hartford del Connecticut è stata definita "Insurance Capital of the World"

Nel 2005 il prodotto lordo dei sei stati, al netto dell'inflazione, ammontava a 623,1 miliardi di dollari. A livello regionale l'economia che raggiunge maggiori volumi è quella del Massachusetts, mentre quella del Vermont è la più ridotta.
Nel maggio del 2006 il tasso di disoccupazione nella Nuova Inghilterra era al 4,5%, sotto la media nazionale. Il tasso di disoccupazione minore dei sei stati è quello del Vermont, il 3%. All'estremo opposto si trova il Rhode Island, con il 5,5%. Tra le aree metropolitane delimitate a fini statistici il tasso inferiore (il 2,5%) è quello dell'area Burlington-South Burlington, nel Vermont, mentre l'area tra Lawrence-Methuen-Salem, nel Massachusetts e nel New Hampshire meridionale.
Due delle dieci città statunitensi con la maggiore percentuale di abitanti al di sotto della soglia di povertà si trovano nella Nuova Inghilterra: Providence (Rhode Island) e Hartford (Connecticut).. Queste ed altre città della regione basavano la propria economia sull'industria manifatturiera e hanno avuto numerosi problemi quando tale attività ha cominciato a declinare a causa dell'apertura dei mercati e delle innovazioni tecnologiche. Peraltro, la zona di Hartford (Connecticut) è diventata un polo importante per l'industria delle assicurazioni.

## Politica
I primi coloni europei che si stabilirono nella Nuova Inghilterra erano protestanti inglesi in fuga dalle persecuzioni religiose. Questo non impedì loro di costruire colonie in cui la religione era estremamente regolata e in cui chi deviava dalla dottrina ortodossa veniva punito severamente. La storia dell'antica Nuova Inghilterra e specialmente del Massachusetts è caratterizzata dall'intolleranza religiosa e da dure leggi in tal senso. All'inizio, non esisteva separazione tra Stato e Chiesa e la vita degli individui era costantemente controllata.

### Incontri cittadini
Dagli incontri tenuti dagli anziani delle congregazioni religiose ebbero origine i town meetings, che erano - e rimangono - parte integrante dell'amministrazione in molte città della regione. A questi incontri, gli argomenti concernenti il governo della comunità sono discussi e votati dai cittadini. È la principale forma di democrazia diretta rimasta negli Stati Uniti, presa ad esempio anche in certi stati confinanti, come il New York, il New Jersey e la Pennsylvania. Nel XIX secolo, Alexis de Tocqueville scrisse, nel suo La democrazia in America che nella
Nuova Inghilterra, dove l'educazione e la libertà nascono dalla moralità e dalla religione, dove la società ha raggiunto l'età e la stabilità bastanti a renderla capace di formare principi e tenere comportamenti stabili, la gente comune è abituata a rispettare la superiorità intellettuale e morale e a sottomettersi ad essa senza lamentarsi, anche se non tengono in alcun conto tutti quei privilegi che la ricchezza e la nascita hanno introdotto tra gli uomini. Nella Nuova Inghilterra, di conseguenza, la democrazia porta a decisioni più giudiziose che altrove.
James Madison, critico dei town meetings, scrisse nel Federalist No. 55 che "la passione non manca mai di strappare lo scettro alla ragione. Se anche ogni ateniese fosse stato un Socrate, nondimeno ogni assemblea di Atene avrebbe potuto essere la riunione di una folla disordinata." L'uso e l'efficacia dei town meetings, come pure la loro possibile applicazione al di fuori della Nuova Inghilterra, è ancora oggi argomento di dibattito tra gli studiosi

### Il pensiero politico nella Nuova Inghilterra

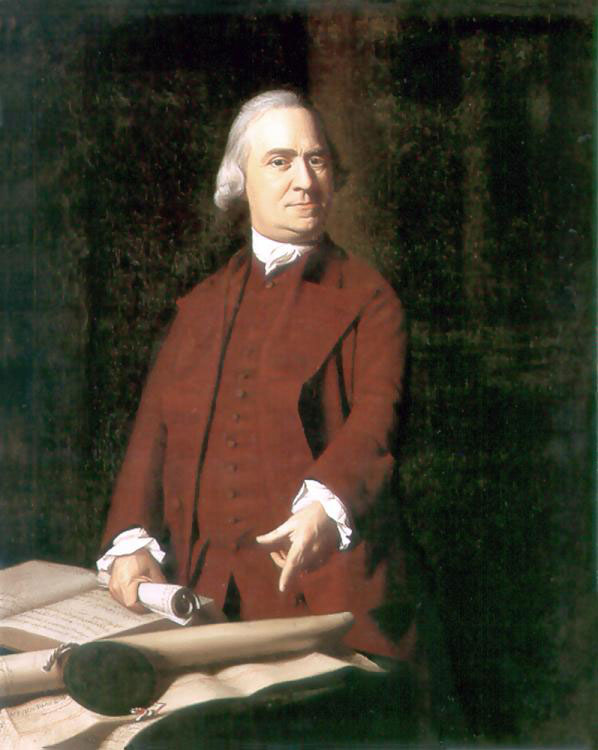
Samuel Adams personifica lo spirito della rivoluzione americana che sotto molti aspetti è ancora vivo nella Nuova Inghilterra di oggi

Durante il periodo coloniale e i primi anni dell'Unione, personalità politiche della Nuova Inghilterra come John Hancock, John Adams e Samuel Adams si unirono a quelle originarie di Filadelfia e della Virginia nell'opera di costruzione del nuovo paese. Al tempo della Guerra Civile, la Nuova Inghilterra, assieme ad altre parti del paese che avevano già abolito la schiavitù come il mid-Atlantic e il Midwest, sconfissero gli Stati confederati e posero fine alla pratica in tutto il paese, determinando la vittoria di una visione "forte" dei poteri federali. Il filosofo e scrittore della Nuova Inghilterra Henry David Thoreau, propugnò la disobbedienza civile e le idee libertarie che sarebbero state assunte dalla tradizione anarchica. Un esempio moderno di questo spirito è il Free State Project nel New Hampshire.
Anche se oggi la Nuova Inghilterra è nota per le sue tendenze progressiste e liberal, ai tempi dei Puritani ogni deviazione era punita severamente. Durante le lotte per i diritti civili, nella seconda metà del XX secolo, a Boston fermentò la tensione razziale, quando fu adottata la pratica dello school busing per porre termine alla segregazione de facto che vigeva nelle scuole pubbliche.

### Politica contemporanea
Il partito dominante nella Nuova Inghilterra è quello Democratico. Fino al gennaio 2007 la regione era rappresentata al Senato degli Stati Uniti da sei democratici e da cinque repubblicani, mentre alla Camera per la Nuova Inghilterra sedevano sedici democratici e cinque repubblicani. Il dodicesimo senatore eletto dai sei stati era l'indipendente James Jeffords, storico repubblicano liberal del Congresso che, in disaccordo con la politica economica del presidente George W. Bush, aveva lasciato il partito nel giugno del 2001.
Peraltro molti Stati hanno un forte elettorato repubblicano e alle elezioni statali del 2004, il Maine è risultato l'unico Stato in cui entrambi i rami della legislatura sono stati vinti dallo stesso partito (i Democratici) e al 2014 il Maine è l'unico Stato ad avere un governatore repubblicano. Nelle elezioni presidenziali del 2000 il candidato Democratico Al Gore vinse in tutti gli Stati della Nuova Inghilterra tranne che nel New Hampshire. Nel 2004, John Kerry, egli stesso un New Englander, ha vinto in tutti e sei gli stati, come anche l'ex senatore dell'Illinois Barack Obama, sia nel 2008, sia nel 2012.
Le elezioni di Mid term del 2006 hanno ulteriormente incrementato il vantaggio dei Democratici. In particolare, il seggio senatoriale del Rhode Island occupato dal repubblicano Lincoln Chafee è stato da questi perso a vantaggio del democratico Sheldon Whitehouse. Gli altri due seggi senatoriali in palio negli Stati della Nuova Inghilterra erano quello del già citato James Jeffords nel Vermont e quello del democratico Joe Lieberman nel Connecticut. Nel Vermont è stato eletto l'indipendente di sinistra Bernie Sanders. Lieberman, a causa delle sue posizioni considerate troppo moderate, non aveva ottenuto la candidatura democratica alle primarie statali, ma ha nuovamente ottenuto il seggio senatoriale, presentandosi con la lista Connecticut for Lieberman. Sia Sanders che Lieberman, comunque, sono entrati a far parte del gruppo senatoriale democratico, assicurando così al partito la maggioranza.
Gli Stati della Nuova Inghilterra hanno abolito la pena di morte per i reati contro il patrimonio già nel XIX secolo, anticipando sensibilmente quasi tutto il resto del paese. Oggi, la pena capitale è in vigore solo in New Hampshire. Comunque il New Hampshire ha eseguito l'ultima condanna capitale nel 1939 e non ha condannati nel braccio della morte.
Il Connecticut invece, che ha abolito la pena di morte il 25 aprile 2012, applica ancora la pena di morte per i reati commessi precedentemente all'abolizione, ha tuttora condannati nel braccio della morte ed ha eseguito l'ultima sentenza nel 2005, mentre in precedenza, l'ultima esecuzione (coincidente con l'ultima esecuzione nella Nuova Inghilterra) risaliva al 1960
Il Vermont è stato il primo Stato a permettere le unioni civili tra coppie dello stesso sesso e il Massachusetts il primo a consentirne il matrimonio. Nel 2005, anche il Connecticut ha cominciato a permettere le unioni civili. Sempre il Vermont è stato il primo Stato ad approvare il matrimonio egualitario nel 2009. Dal 2009 infatti, in netta controtendenza rispetto agli stati repubblicani del sud, la possibilità di contrarre matrimonio tra persone dello stesso sesso è divenuta disponibile in tutti gli Stati della Nuova Inghilterra, ad eccezione del Rhode Island, dove è comunque entrato in vigore il 1º agosto 2013.
Nel 2006, il Massachusetts è l'unico Stato ad avere un progetto teso ad adottare l'assistenza sanitaria universale per tutti i suoi cittadini.

## Cultura

### Radici

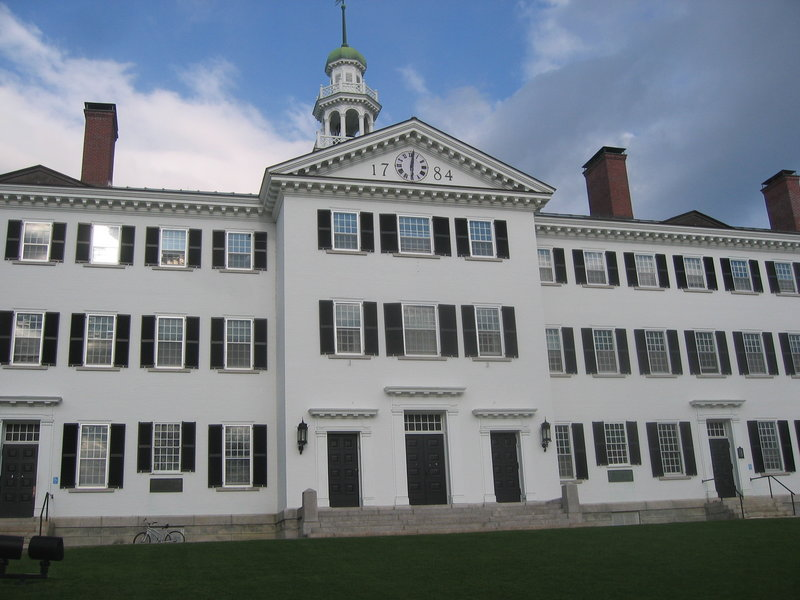
La Nuova Inghilterra ospita quattro delle otto università inserite nellIvy League: questa è la Dartmouth Hall, nel campus del Dartmouth College

I primi colonizzatori europei della Nuova Inghilterra si occupavano soprattutto di attività legate al mare, come la pesca e la caccia alle balene. Minore importanza aveva l'agricoltura rivolta al profitto.
la Nuova Inghilterra ha sviluppato una sua cucina, un suo dialetto, una sua particolare architettura ed originali forme di governo. La cucina della Nuova Inghilterra è nota per l'enfasi che dà ai prodotti del mare e dell'allevamento.
Il principale dialetto della regione, spesso oggetto di parodie (ad esempio il sindaco Joe Quimby de I Simpson o Peter Griffin de I Griffin) è chiamato Boston accent o Boston English, anche se è diffuso non solo nella città di Boston, ma anche in tutta la zona costiera di Rhode Island, Massachusetts e Maine. È il risultato di un'incompleta transizione dall'Inglese del XVII secolo al British English di oggi. Nella regione si trovano altre inflessioni dialettali, come il Boston Brahmin accent, ritenuto proprio dell'aristocrazia bostoniana.

### Istituzioni universitarie

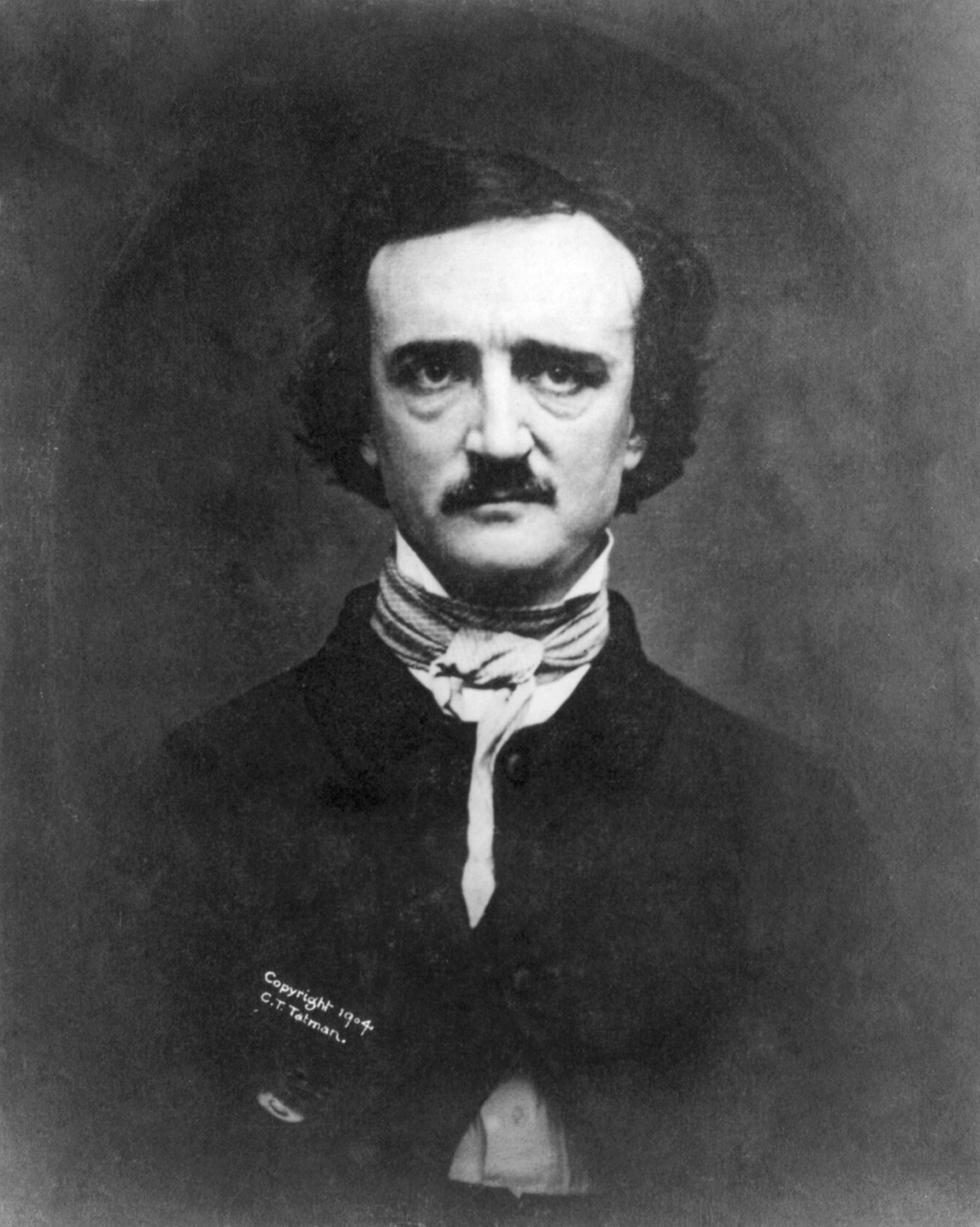
Edgar Allan Poe era originario della Nuova Inghilterra

La Nuova Inghilterra ospita alcune delle più antiche e più famose istituzioni per l'istruzione superiore negli Stati Uniti. La prima, Harvard, venne fondata nel 1636 a Cambridge (Massachusetts), per istruire i predicatori. La Yale University, a New Haven, fu fondata nel 1701 e fu la prima università statunitense a rilasciare un Ph.D. nel 1861, oltre che la prima ad includere formalmente le scienze nei programmi accademici. Per questo viene spesso considerata la prima vera università americana.

### Letteratura
La Nuova Inghilterra ha dato i natali a molti scrittori e poeti statunitensi. Ralph Waldo Emerson, il più grande filosofo statunitense, nacque a Concord, nel Massachusetts. Anche Henry David Thoreau era di Concord, dove visse, per un certo tempo, a Walden Pond, proprietà di Emerson. Edgar Allan Poe era di Boston. Emily Dickinson nacque e visse ad Amherst (Massachusetts). Nathaniel Hawthorne era originario di Salem, nel Massachusetts. Più tardi avrebbe vissuto a Concord, nello stesso periodo di Emerson e Thoreau. John Irving nacque a Exeter (New Hampshire). Anche il poeta Robert Lowell, maestro di Sylvia Plath, era della Nuova Inghilterra. La Plath era originaria di Boston. Anne Sexton, altra allieva di Lowell, nacque e morì nel Massachusetts.
Stephen King è nato a Portland (Maine). Howard Phillips Lovecraft è nato, cresciuto e vissuto a Providence (Rhode Island): vere città della Nuova Inghilterra come Ipswich, Newburyport, Rowley e Marblehead ricevettero da lui nomi di fantasia come Dunwich, Arkham, Innsmouth, Kingsport o Miskatonic e figurarono spesso nelle sue storie. Dan Brown, autore de Il codice da Vinci, è nato a Exeter, nel New Hampshire. Dennis Lehane è nato e cresciuto a Dorchester, un sobborgo di Boston.
La regione ha anche attirato scrittori originari di altre parti del paese. John Updike, dalla Pennsylvania si trasferì a Ipswich, nel Massachusetts, che gli servì da modello per la città immaginaria di Tarbox nel suo romanzo Coppie (1968). Robert Frost, nato in California, è stato sempre associato al Nuova Inghilterra. Si trasferì nel Massachusetts da ragazzo e pubblicò le sue prime poesie a Lawrence. Arthur Miller, nato New York, ha utilizzato la Nuova Inghilterra come ambientazione per diversi lavori, come The Crucible (Il Crogiolo).
Più di recente, anche Stephen King ha usato i piccoli centri del Maine per ambientare molti dei suoi romanzi dell'orrore, che si svolgono spesso nella città inventata di Castle Rock, o nelle sue vicinanze. Grazie anche alla presenza di scrittori come Thoreau, Boston è stata per molti anni il centro dell'editoria statunitense, prima di essere superata da New York a metà del XIX secolo.